# Sojuz-TMA
La Sojuz-TMA è una versione del veicolo spaziale Sojuz in servizio dal 2002 al 2012, sostituita a partire dal 2010 dalla più recente Soyuz TMA-A. È stata introdotta per rispettare le specifiche tecniche richieste dalla Nasa per la Stazione spaziale internazionale. In particolare un miglioramento del sistema di paracadute, l'adeguamento dei seggiolini dell'equipaggio e l'introduzione di display digitali nel modulo di comando.